# Hans Lipps

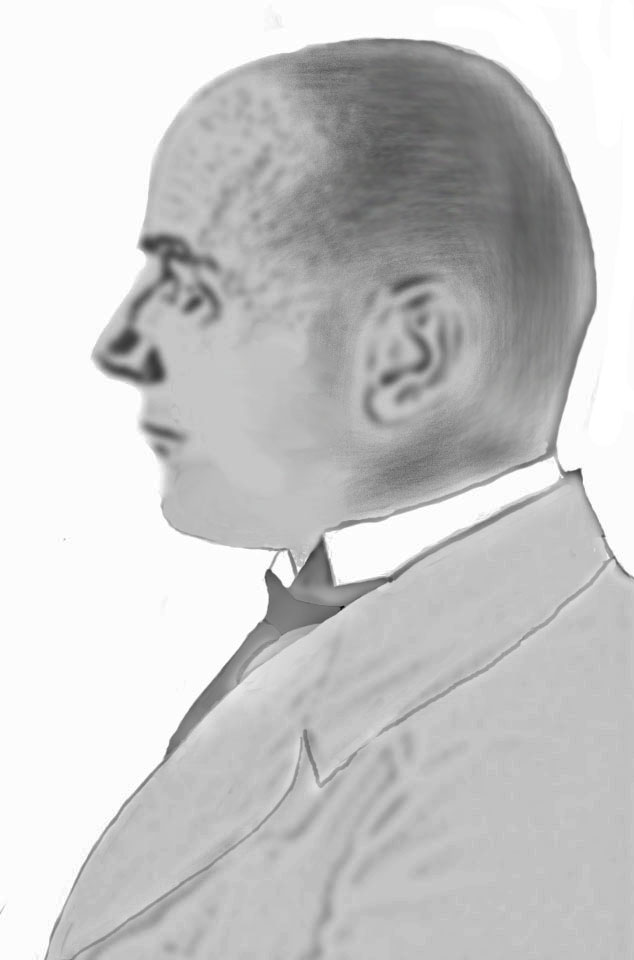
Hans Lipps

Hans Lipps (* 22. November 1889 in Pirna; † 10. September 1941 bei Dudino, Sowjetunion) war ein deutscher Philosoph und Hochschullehrer.

## Leben
Nach seiner Schulzeit am Kreuzgymnasium in Dresden begann Lipps 1909 sein Studium in den Fächern Kunstgeschichte, Architektur, Ästhetik und Philosophie an der Ludwig-Maximilians-Universität München. 1910 bis 1911 leistete er in Dresden seinen Militärdienst als Einjährig-Freiwilliger beim sächsischen Leib-Grenadier-Regiment Nr.100 ab, hier begegnete er erstmals Ludwig Renn und später im Krieg Peter Bamm, auf deren Leben er später Einfluss nahm. Nebenher studierte er Philosophie an der Technischen Hochschule Dresden. Ostern 1911 wechselte Lipps an die Georg-August-Universität Göttingen, um dort als Schüler von Edmund Husserl zu studieren. Er gehörte mit Theodor Conrad und dessen Ehefrau Hedwig Conrad-Martius, Roman Ingarden und Fritz Kaufmann zur berühmten „Philosophischen Gesellschaft Göttingen“, die sich um Husserl und Adolf Reinach scharte und zu der auch Edith Stein gehörte, die damals Lipps so beschrieb: „Er war sehr groß, schlank, aber kräftig, sein schönes, ausdrucksvolles Gesicht war frisch wie das eines Kindes, und ernst – fragend wie die eines Kindes – blickten seine großen, runden Augen. Er sagte seine Ansicht gewöhnlich in einem kurzen, aber sehr bestimmten Satz.“
Lipps studierte auch Biologie. Ende 1912 wurde er mit einer Dissertation „Über Strukturveränderungen von Pflanzen in geändertem Medium“ zum Dr. phil. promoviert und begann noch ein Medizinstudium. 1914 bis 1918 nahm er am Ersten Weltkrieg als Feldhilfsarzt teil: zunächst in einem Lazarett, später als Bataillonsarzt im sächsischen Landwehr-Feldartillerie-Regiment Nr. 19 an der Ostfront, 1918 im Westen beim III. Bataillon des Leib-Grenadier-Regiments Nr. 100. Nach dem Krieg setzte er in Göttingen und an der Albert-Ludwigs-Universität Freiburg das unterbrochene Medizinstudium fort, legte das medizinische Staatsexamen ab und erlangte 1919 seine Approbation als Arzt. Im Jahr 1921 wurde er mit einer Dissertation „über die Wirkung einiger Colchicinderivate“ zum Dr. med. promoviert.
1921 habilitierte sich Lipps in Göttingen bei dem Mathematiker Richard Courant, zu dem ihn Edith Stein vermittelt hatte, mit „Untersuchungen zur Philosophie der Mathematik“. Er stand in persönlichem Kontakt mit Josef König, Helmuth Plessner und Georg Misch. 1923/1924 hielt er mit Misch „Übungen zur Bedeutungslehre (Hermeneutik)“. 1928 übernahm er als Professor die Vertretung des Ordinarius für Philosophie an der Philipps-Universität Marburg. Einen Ruf an die Universidad de Chile in Santiago de Chile lehnte er 1929 ab. In den Jahren seiner akademischen Laufbahn war Lipps immer wieder als Arzt tätig. Während der Semesterferien und in den Jahren 1921/1922 und 1930/1931 reiste er über längere Zeit als Schiffsarzt in alle Erdteile (außer Australien). Im November 1933 unterzeichnete er das Bekenntnis der deutschen Professoren zu Adolf Hitler. Zum 15. November 1934 trat Hans Lipps der SS bei. 1936 folgte er einem Ruf als Ordinarius an die Universität Frankfurt am Main.
Im September 1939 wurde Lipps als Arzt zur Wehrmacht eingezogen, machte den Frankreichfeldzug mit und fiel als Regimentsarzt in Russland bei Schabero, Bezirk Ochwat, am 10. September 1941. Begraben wurde er auf dem Feldfriedhof Dudino.

## Philosophie als verantwortliche Übernahme meiner selbst
Nach Lipps gründet sich menschliche Existenz in der Auslegung der Wirklichkeit. Die Frage nach dem, was etwas ist, weist zurück auf den Menschen, im Verhältnis zu dem allererst etwas ist.
Auch Husserl fordert den Rückgang, allerdings nicht zum konkreten Menschen, sondern zu einem „transzendentalen ego“, das allererst den konkreten Menschen konstituieren soll. An die Stelle der Husserl’schen Intentionalanalyse eines „transzendentalen Bewusstseins“ tritt bei Heidegger die existenziale Analytik des Daseins, wie er sie in „Sein und Zeit“ als Fundamentalontologie ausführt.
Wie Heidegger fragt Lipps nach dem Sein des konkreten Menschen. Während aber Heidegger dieses Sein auslegt als Phänomen in dem von ihm aufgewiesenen Sinn des „Sich-an-ihm-selbst-zeigen“, setzt Lipps mit der Frage ein: „Inwiefern wird in der mannigfachen Bedeutung des Seienden gerade die Verfassung meiner Existenz Erfahrung?“ Damit steht Lipps Husserls Methode der „transzendentalen Leitfäden“ näher. Es geht ihm aber nicht, wie Husserl, um die Konstitution des Seienden, ja seine Frage steht nicht einmal, wie bei Heidegger, im Dienst der Frage nach dem „Sein des Seienden“. Für Lipps ist das Sein gar nicht aus der Konkretion im Was zu lösen. Er weist darauf hin, dass ‚sein‘ verschiedenes meint: Blau ‚ist‘ anders als Löwe und je wieder anders ‚ist‘ Eisen, ‚ist‘ Regen, ‚ist‘ Rede, ‚ist‘ Geiz usw. Von daher gelangt Lipps zu der Feststellung: „Es gibt keine universelle Ontologie.“
Was ist nun das Thema der Philosophie von Hans Lipps? Wandelt es sich bei ihm vom ‚Was der Dinge‘ über die ‚Sprache‘ zum ‚Menschen‘, wie das seine drei Hauptwerke nahelegen könnten? Lipps erklärt: „Die Weise, in der der Philosophierende existiert, sich vor sich selbst bringt in der Bewegtheit seiner Einstellung – aber kein Gegenstand – bestimmt die Philosophie.“ Sie hat kein spezifisches Thema, kein abgegrenztes Feld der Untersuchung; sie ist nicht nach Fächern aufzugliedern und in Besitz zu nehmen. Eine Richtung ist mit ‚Philosophie‘ bezeichnet, eine Richtung, in die „man nur versetzt werden“ kann, die aufzunehmen ist als „Haltung“ und die meiner natürlichen Einstellung genau entgegengesetzt ist. Philosophie will nicht neuen Grund legen, sondern sie geschieht „als verantwortliche Übernahme schon geschehener Grundlegung“. In ihr werde ich mir meiner selbst bewußt.
Philosophie ist nachgängige Bewusstmachung dessen, was „an ihm selber in seiner Vorgängigkeit unbewußt“ ist. In ihr suche ich meiner in meinen Ursprüngen selbst bewusst zu werden, wodurch ich dann auch zu einem ursprünglichen Verhältnis zur Wirklichkeit gelange, nicht indem ich mich der Vorentscheidungen entledige, was gar nicht möglich wäre, sondern indem ich mich in ihnen als den Vorentscheidungen übernehme. Nicht um eine Aufklärung geht es solcher Philosophie, sondern um die verantwortlicher Aneignung meiner selbst in meinen Ursprüngen, um verantwortlichen Vollzug meiner Existenz, um eigentliches Existieren. Gerade daraufhin ist sie Existenzphilosophie.
Einsatzfeld der Philosophie ist die Wirklichkeit, in die ich mich immer schon ausgelegt habe, die allererst in der Auslegung entsteht, sofern nur in deren Spannung die Dinge wirklich sind und der Mensch sich wirklich vollzieht. Meine und meinesgleichen Wirklichkeit ist auf die Wirklichkeit der Dinge gerichtet. Diese weist ihrerseits auf jene zurück. Nur in solcher Verhältnismäßigkeit ist überhaupt etwas in Wirklichkeit. Und deshalb weist letztlich alles, was in Wirklichkeit ist, gerade sofern es in Wirklichkeit ist, zurück auf mein und meinesgleichen Können, in dem sich Existenz vollzieht, ist also „Indikator für existenzielle Möglichkeiten“ z. B. ein Stück Eisen, die Farbe Blau, das Sehen, die Erkenntnis, die Verlegenheit.
Philosophie deckt menschliche Existenz als „Mitte“ der Wirklichkeit auf – analog der Interpretation eines Textes. Philosophie ist daher für Lipps Hermeneutik der Wirklichkeit auf menschliche Existenz hin, um Letztere in ihren eigentlichen Vollzug zu bringen. Die prinzipielle Nachträglichkeit ist in Lipps’ Begriff der ‚Hermeneutik‘ mitgefasst.
Philosophie als Hermeneutik der Wirklichkeit ist an die Sprache gebunden, sofern in dieser die Wirklichkeit – sowohl die der Dinge als auch die des Menschen – allererst erschlossen wird. Eine philosophische Untersuchung hat daher zunächst die in Wort und Rede gewiesenen Bedeutungsrichtungen aufzunehmen. Und sie hat diese Richtungen zu verdeutlichen, das sie leitende, im logos hinterlegte Vorverständnis zu explizieren. Damit stellt sich die Frage nach der Offenheit von Wortbedeutungen. In ausdrücklichem Gegensatz zu Husserls „idealen Bedeutungseinheiten“ betont Lipps die „offene Indifferenz“ vieler lebensweltlich gebrauchter Ausdrücke, deren Bedeutung mit der jeweiligen Sprechsituation variiert. Dies berührt sich eng mit Wittgensteins Konzeption der „Sprachspiele“, worauf Gottfried Bräuer als Erster aufmerksam gemacht hat. Auch die Nähe von Wittgensteins „Begriffen mit verschwommenen Rändern“ (Philosophische Untersuchungen § 71) zu den „sichtenden Konzeptionen“ von Lipps ist offenkundig, ohne dass eine Beeinflussung in der einen oder anderen Richtung nachweisbar wäre.

## Schriften

### Werkausgaben
in fünf Bänden, Vittorio Klostermann Verlag, Frankfurt am Main 1976/1977:
- Band 1: Untersuchungen zur Phänomenologie der Erkenntnis. ISBN 3-465-01137-6
  - 1. Teil: Das Ding und seine Eigenschaften. (1927)
  - 2. Teil: Aussage und Urteil. (1928)
- Band 2: Untersuchungen zu einer hermeneutischen Logik. (1938) 1976, ISBN 3-465-01147-3.
- Band 3: Die menschliche Natur. (1941) 1977, ISBN 3-465-01221-6.
- Band 4: Die Verbindlichkeit der Sprache. Aufsätze und Vorträge. (1929–1941, Frühe Schriften 1921–1927, Bemerkungen) 1977, ISBN 3-465-01222-4.
- Band 5: Die Wirklichkeit des Menschen. Aufsätze und Vorträge. (1932–1939, Frühe Schriften 1921 und 1924, Fragmentarisches) 1977, ISBN 3-465-01223-2.

Im Vorwort zur Werkausgabe schrieb Hans Georg Gadamer: „Lipps’ Werk sollte heute erneut seine Stunde finden. Denn was in England im Gefolge von Wittgensteins, Austin, Searle an Schürfung im Gestein der Sprache unternommen worden ist, hat nicht nur einen Vorgänger, sondern ein großartiges Gegenstück in Hans Lipps. Es ist eine schier unerschöpfliche Auskunft, die Lipps aus der Abfragung der Sprache gewinnt. Dies Ohr für die Sprache und dieser Blick für die Gestik zeichnen Hans Lipps unter den Phänomenologen aus.“
Die ursprüngliche Konzeption des 1941 erschienenen Buches „Die menschliche Natur“ wurde unter dem Titel „Das erste Psychologie-Manuskript – Die menschliche Natur (1938)“ 2011 veröffentlicht:
- Guy van Kerckhoven (Hrsg.), Hans Lipps (†): Fragilität der Existenz. Verlag Karl Alber, Freiburg im Breisgau / München 2011, ISBN 978-3-495-48494-4, S. 197–328.

### Aufsätze
- Hans Lipps. In: Dilthey-Jahrbuch, Band 6 (1989), ISBN 3-525-30360-2.
- Paul Finsler: Lösung von Paradoxien; Lipps: Entgegnung; Finsler: Antwort
- Lipps’ Rezensionen zu Veröffentlichungen von Alexandre Koyré, Heinrich Rickert, Svend Ranulf, Ernst Cassirer, Hans Driesch und Louis Hjelmslev